# Głuszec (zwyczajny)
Głuszec (zwyczajny) (Tetrao urogallus) – gatunek dużego ptaka z rodziny kurowatych (Phasianidae), zamieszkujący Eurazję. W skali globalnej nie  jest zagrożony wyginięciem.

## Systematyka
Wyróżniono kilka podgatunków T. urogallus:
- T. urogallus cantabricus – północno-zachodnia Hiszpania.
- T. urogallus aquitanicus – Pireneje.
- T. urogallus crassirostris (dawniej T. urogallus major) – Niemcy i Polska do Półwyspu Bałkańskiego.
- T. urogallus rudolfi – Karpaty (Ukraina i Rumunia), Rodopy (Bułgaria). Takson czasem włączany do T. urogallus crassirostris[6].
- T. urogallus volgensis – południowa i środkowa Białoruś, wschodnio-środkowa Rosja.
- T. urogallus urogallus – Szkocja, Skandynawia do Morza Białego.
- T. urogallus kureikensis – północno-zachodnia Rosja.
- T. urogallus uralensis – południowo-zachodnia Rosja.
- T. urogallus taczanowskii – centralna Syberia do północno-zachodniej Mongolii i północna Korea.

## Występowanie
Zamieszkuje lasy północnej i środkowej Eurazji – od lasów Szkocji do środkowej Syberii. Izolowane populacje w Szkocji, Pirenejach i Bałkanach. Zachodzi tendencja do coraz bardziej wyspowego zasięgu, np. w Kantabrii, Alpach, Pirenejach, Szwarcwaldzie, Karpatach, Jurze, Lesie Bawarskim i Dolnych Łużycach (pojedyncza populacja).
W Polsce skrajnie nieliczny ptak lęgowy, narażony na wyginięcie. Występuje jeszcze w trzech niezależnych subpopulacjach: w Puszczy Augustowskiej, Puszczy Solskiej i Karpatach. W poprzednim stuleciu wyginął w Borach Tucholskich, w Puszczy Białowieskiej i Knyszyńskiej oraz w Sudetach i Borach Dolnośląskich (tu ostatnio akcja reintrodukcji).

## Charakterystyka

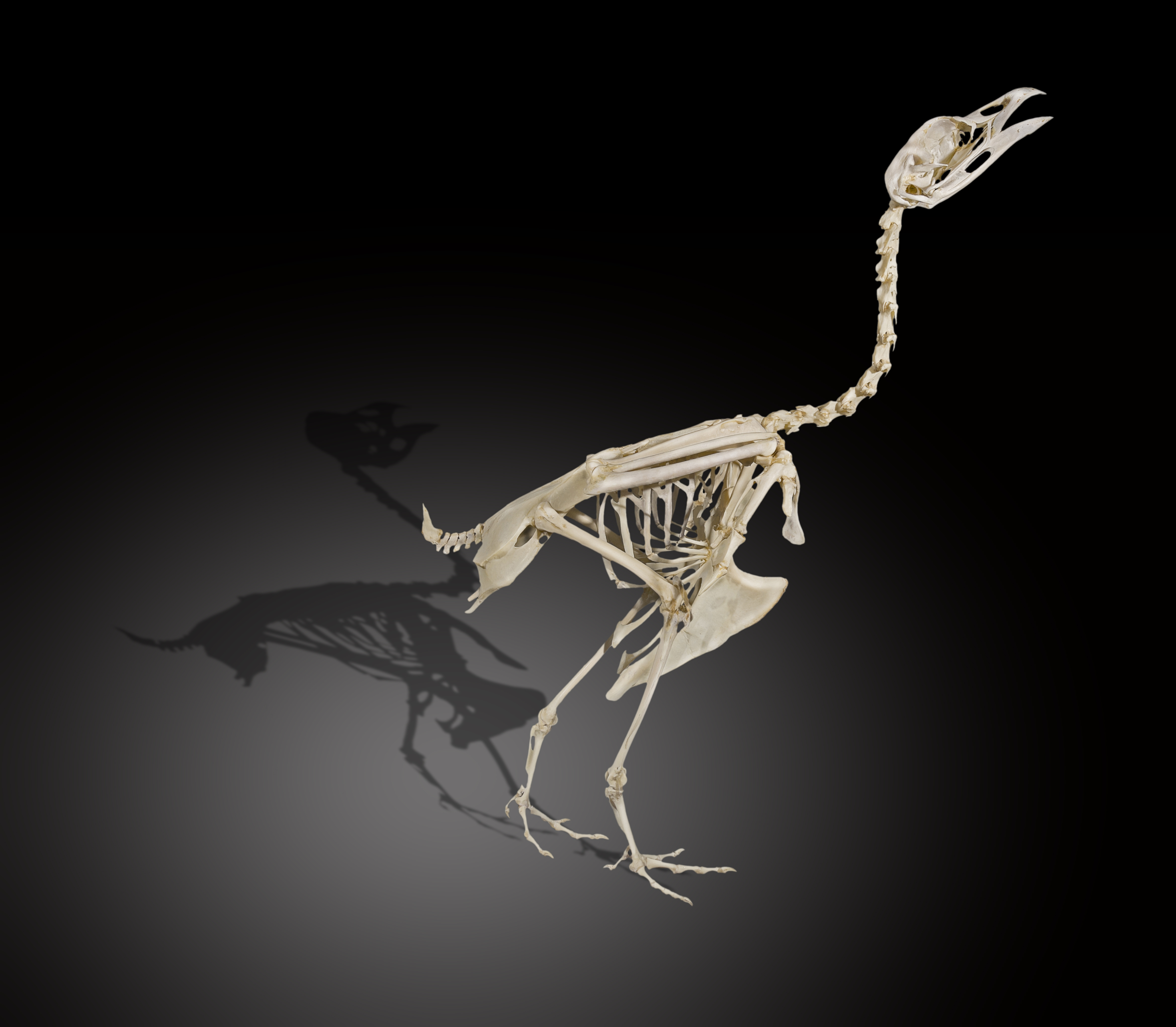
Szkielet głuszca

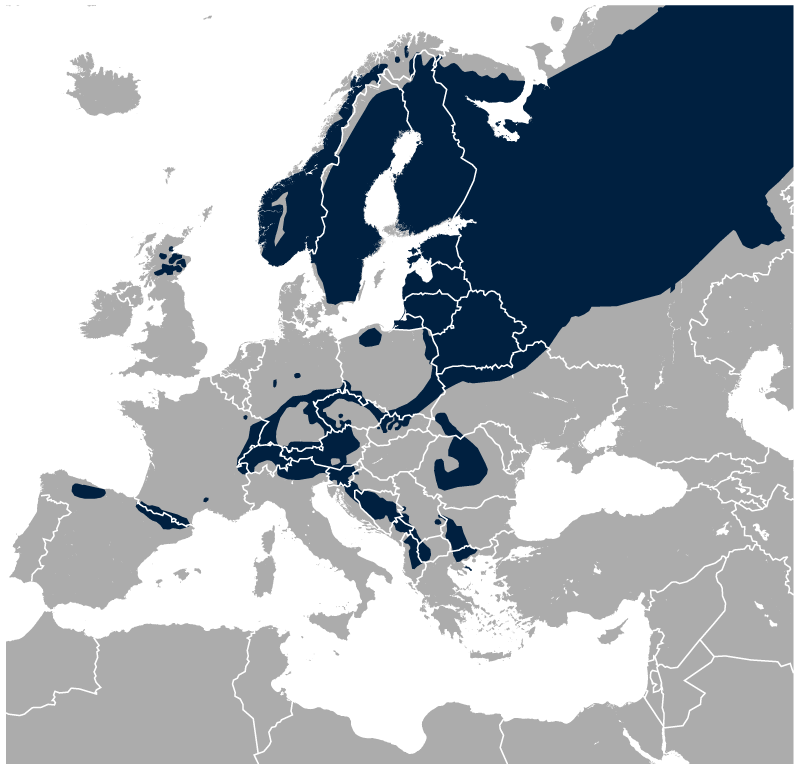
Rozmieszczenie w Europie

Wygląd zewnętrznyTo największy ptak grzebiący Europy. Wyraźny dymorfizm płciowy. Samiec znacznie większy od samicy (o około połowę), wielkości dużej gęsi. Głowa, szyja i kuper czarne z szarymi podłużnymi cętkami, broda z dłuższymi i sztywnymi piórami, też czarna. Dziób żółty, zakrzywiony. Skrzydła i grzbiet brązowe z białą plamą na ramieniu. Ogon czarny z białymi plamami, długi i zaokrąglony. Wokół oka czerwona plama, która w okresie godowym nabrzmiewa, tworząc czerwoną „różę”. Spód ciała jest czarny z drobnym białym deseniem. Na piersi zielonkawy, metaliczny połysk. Nogi są obrośnięte piórami. We wrześniu po bokach palców nóg zaczyna wyrastać rząd drobnych zrogowaciałych piórek. Dzięki nim ptaki mogą chodzić po śniegu, chronione przed zapadaniem się. Na wiosnę przed tokami piórka odpadają.
Samica (głuszyca lub głusza) mniejsza niż samiec, ubarwienie ciemnobrunatne i płowe imitujące suchą trawę lub liście, ze słabo widoczną naroślą w okolicach oczu. Na wierzchu ciała rdzawo-białe poprzeczne prążkowanie, głównie na piersi. Na spodzie prążkowanie wyraźniejsze. Gardło i wole jednolicie brązowe. Podobne ochronne upierzenie w postaci plam mają młode głuszce. Samica głuszca przypomina dużą samicę cietrzewia, choć ma na spodzie liczniejsze prążkowania. U obu płci dziób ulega latem złuszczeniu, a jesienią odzyskuje poprzednią grubość i wytrzymałość.
W miejscach, w których występowanie cietrzewia pokrywa się z występowaniem głuszca, są spotykane skrzekoty – bezpłodne mieszańce tych gatunków. Matką skrzekotów jest przeważnie samica głuszca, a ojcem samiec cietrzewia. Mają wcięty ogon.
Rozmiarydługość ciała ok. 65 cm (samica), ok. 100 cm (samiec)
Rozpiętość skrzydełok. 98 cm (samica), ok. 135 cm (samiec)
Masaok. 2,5 kg (samica), ok. 6,5 kg (samiec)

## Środowisko
Ptak osiadły. Preferuje rozległe, stare bory o gęstym podszycie i drzewostany mieszane o bogatej strukturze (rozbudowane runo i podszyt) ze zwartą pokrywą ziół i kępami krzewinek jagód, zapewniających latem pokarm lub schronienie. Kompleksy iglaste służą za siedlisko cały rok, dając zimą pożywienie z igieł. Na przejściowych obszarach między zwartymi zadrzewieniami a odmłodzeniami wychowują młode i prowadzą tokowiska. Zwykle w pobliżu torfowisk lub strumyków o żwirowatym dnie, gdzie znajdują wodę. Zasiedla tereny, na których znajdują się mrowiska, dzięki którym można wyżywić młode i gdzie znajdzie kamienie potrzebne dla odpowiedniego trawienia.
Głuszce opuściły całkowicie niżej położone tereny. Niegdyś liczne populacje pozostały na wyższych obszarach, aż do górnej granicy lasu w górach. Unikają siedzib ludzkich.

## Pożywienie
W zimie jedzą głównie igły drzew iglastych (sosny, świerka, jodły), pędy krzewów i drzew iglastych oraz pąki drzew liściastych, a latem jagody, borówki, żurawiny i inne owoce leśne, nasiona, owady, pąki, trawy, liście dębu i ziarna zbóż. Połykane kamienie działają w żołądku jak żarna, co pomaga w trawieniu. Spektrum żywieniowe ptaka dorosłego jest dużo szersze zatem niż młodego.
W dzień ptaki znajdują się na ziemi, gdzie żerują, a w nocy wzlatują na drzewa i pozostają tam do świtu.

## Rozród

### Okres godowy

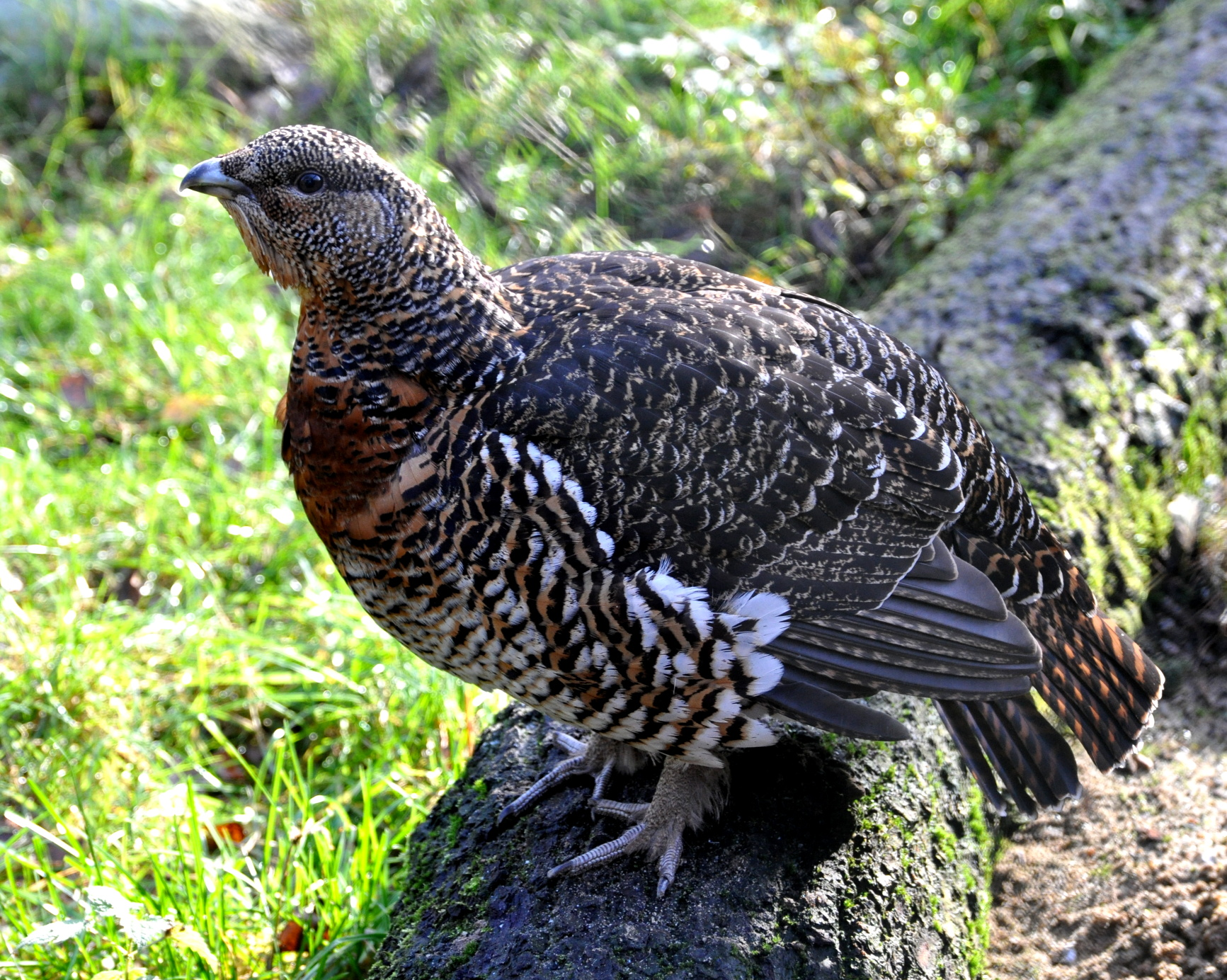
Samica głuszca

TokiTrwają od marca do maja w górach. Obszar zajmowany przez jednego samca liczy ok. 20 ha. Wieczorem samiec zajmuje drzewo (tzw. zapady) w ustronnym miejscu, na którym rano rozpoczyna zrytualizowane toki. Rozkłada wachlarzowato ogon, wyciąga głowę i stroszy skrzydła. Wydaje niezbyt donośny odgłos składający się z czterech (wyjątkowo z trzech – bez korkowania) części (fraz). Kolejne frazy noszą następujące nazwy: klapanie, trelowanie, korkowanie (odbój) i szlifowanie. Pieśń godowa złożona z 4 następujących po sobie części tworzy spójną całość, powtarzaną o poranku nawet 200 razy. Klapanie, powtarzane 5–15 razy, przypomina stukot kastanietów lub uderzających dwóch kijów o siebie, podobnie do odległego klekotu bocianów. Korkowanie – ton główny – jest silnym, pojedynczym tonem, którego nazwa wzięła się od podobieństwa do odgłosu otwierania zakorkowanej butelki. Podczas szlifowania, o dźwięku ostrzonej o kamień kosy, trwającego od 1 do 1,5 sekundy ptak przestaje reagować na bodźce zewnętrzne – głuchnie, stąd nazwa gatunku. Nie jest dokładnie znana przyczyna głuchnięcia – istnieją trzy główne hipotezy: zamykanie kanału słuchowego przez kości żuchwy (w trakcie wykonywania tej frazy ptak ma wysoko podniesioną głowę), zagłuszanie innych dźwięków przez głośny, szeleszczący ton szlifowania lub wyjątkowe podniecenie samca powodujące ignorowanie przez niego bodźców zewnętrznych. Fakt głuchnięcia był wykorzystywany do podchodzenia głuszca podczas polowań na bliskie odległości.
W kolejnych częściach toków słyszy dobrze i przy najmniejszym zaniepokojeniu odlatuje. Gdy pojawia się samica wodzona pieśnią miłosną, podniecone samce zaczynają ze sobą walczyć – skaczą naprzeciw siebie, podobnie jak koguty domowe, i atakują się dziobami i silnymi pazurami. Kopulacja odbywa się na ziemi, na którą samiec zlatuje po wschodzie słońca. Zwycięzca z walki pokrywa kilka kur i jest to dla niego koniec zalotów i ojcowskich obowiązków. Zatem podobnie jak u cietrzewi, głuszce nie łączą się w pary. Trofeum myśliwskie w postaci ogona nosi nazwę wachlarza.
GniazdoW ukryciu, w zagłębieniach terenu, pod konarami, w gęstych zaroślach. Wyściółkę stanowią mchy, trawa i liście.

### Okres lęgowy

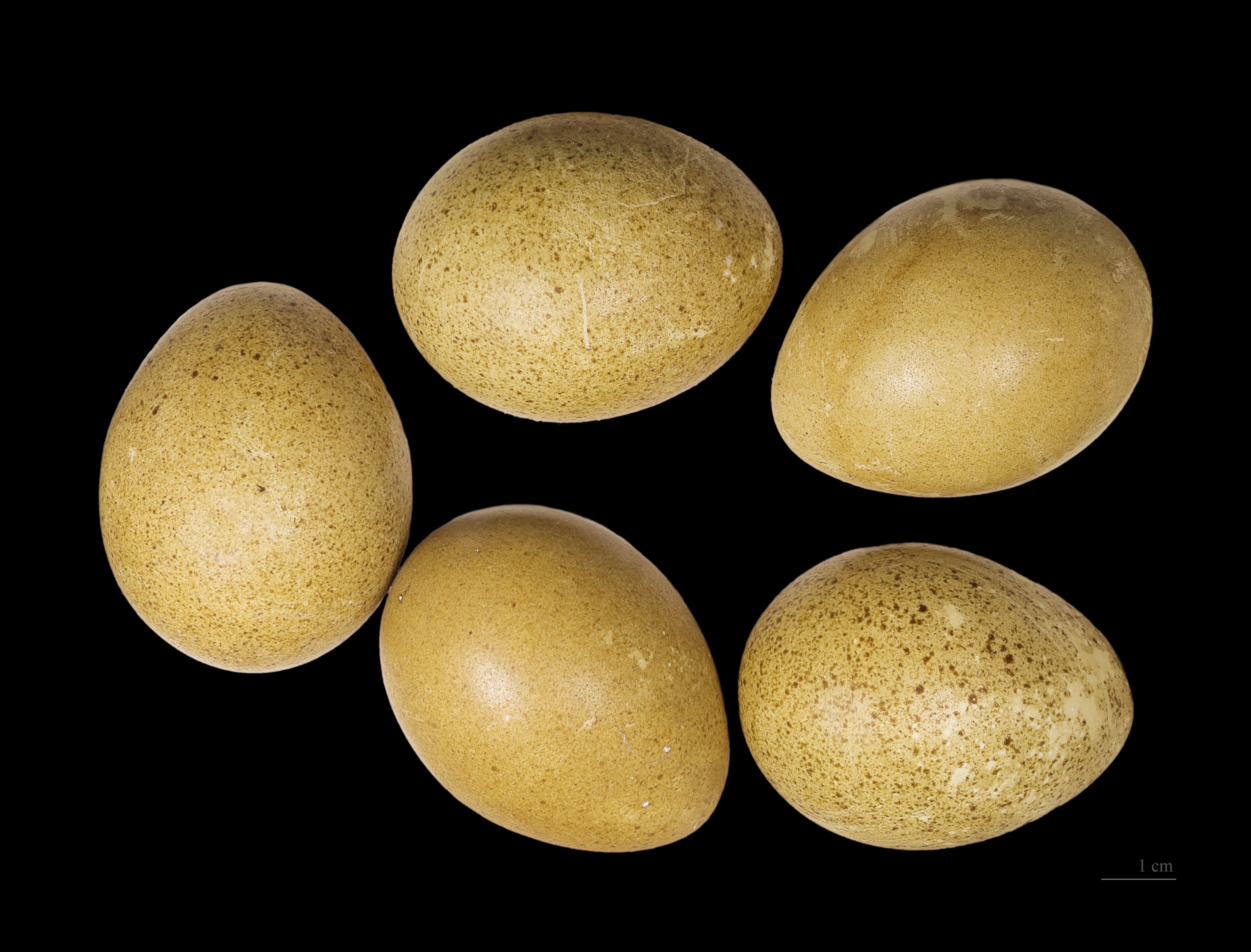
Jaja głuszca

JajaJeden lęg w roku, w maju. W zniesieniu 6 do 12 kremowo-beżowych jaj o szarym i brązowawym nakrapianiu. Jaja osiągają rozmiary 57×42 mm i masę 53 g.
WysiadywanieJaja wysiadywane są przez okres 26 do 28 dni przez samicę. Sama też wyprowadza pisklęta. Te szybko rosną i już od 10 dnia życia zaczynają wzlatywać na gałęzie. Lotne stają się w 2–3 tygodniu życia. Kurczęta żywią się owadami, głównie mrówkami i ich larwami. Usamodzielniają się jesienią, a swoich terenów lęgowych szukają najwyżej kilkadziesiąt kilometrów od miejsca wyklucia. Dorosłe głuszce nie oddalają się zwykle w ciągu roku zbyt daleko od lęgowisk. Samce prowadzą samotny tryb życia, a samice tworzą grupy rodzinne od lata do połowy lutego.

## Status, zagrożenia i ochrona

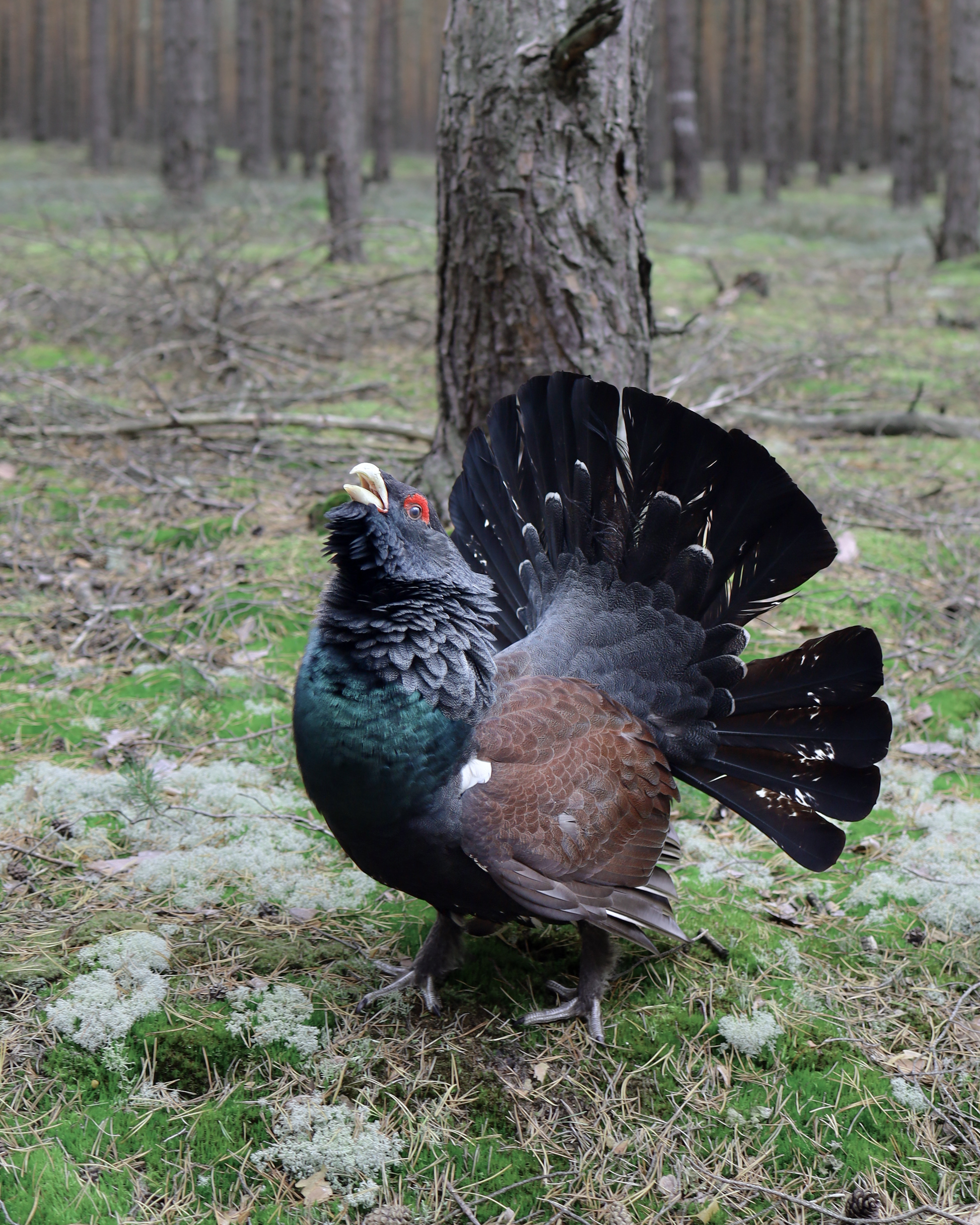
Samiec głuszca prezentujący swój wachlarzowaty ogon (Polska)

W Czerwonej księdze gatunków zagrożonych Międzynarodowej Unii Ochrony Przyrody głuszec od 1988 roku zaliczany jest do kategorii LC (ang. Least Concern – najmniejszej troski). Liczebność światowej populacji, obliczona w oparciu o szacunki organizacji BirdLife International dla Europy z 2015 roku, mieści się w przedziale 3–5,5 miliona dorosłych osobników. Globalny trend liczebności populacji uznawany jest za spadkowy ze względu na niszczenie siedlisk bądź zmiany, jakie następują w obrębie siedlisk.
W Polsce od 1995 r. objęty ochroną gatunkową ścisłą. Wymaga ochrony czynnej. Wokół tokowisk głuszców obowiązuje strefa ochronna: cały rok w promieniu 200 m, a od 1 lutego do 31 sierpnia w promieniu 500 m od tokowiska. Na Czerwonej liście ptaków Polski został sklasyfikowany jako gatunek narażony (VU).
Dawniej był to ptak zasiedlający cały kraj, o czym świadczą jego kości znalezione w Kołobrzegu i Gdańsku. W latach 20. XX wieku krajową populację szacowano na około 2–2,5 tysiąca osobników. W drugiej połowie XX wieku obserwowano drastyczny spadek liczebności tego ptaka. Dzięki prowadzonym akcjom reintrodukcji spadki te udało się powstrzymać, a nawet odnotowuje się wzrost liczebności (pomiędzy 2007 a 2018 rokiem szacunkowo o 25–30%). W latach 2016–2018 liczebność populacji na terenie kraju szacowano na 260–315 tokujących samców.
Obserwuje się cofanie zachodniej granicy występowania. W Polsce ok. 75% stanu głuszców występuje w odosobnionych lokalnych populacjach w dużych kompleksach leśnych: Lasach Janowskich i Puszczy Solskiej (według inwentaryzacji z 2000 roku: 60–80 kogutów), Puszczy Augustowskiej (50–70 kogutów) oraz w lasach karpackich Beskidu Śląskiego i Żywieckiego, Gorcach i Tatrach (120–150 kogutów). W Puszczy Białowieskiej, Knyszyńskiej i w Sudetach głuszce wyginęły pod koniec XX wieku, w Borach Dolnośląskich ostatnie ptaki obserwowane były jeszcze na początku tego stulecia, a obecnie rozpoczęto tu akcję reintrodukcji.
Głównymi zagrożeniami dla głuszców są:
- zmiany w środowisku (fragmentacja lasów i ich przesuszanie, wyrąb starodrzewi, wprowadzanie monokultur leśnych)
- wzrost liczebności naturalnych wrogów
- niepokojenie przez ludzi, kłusownictwo (do 1995 r. również polowania)[12].

Obecnie istnieją trzy placówki zajmujące się hodowlą i reintrodukcją głuszca. Najważniejszą jest hodowla wolierowa w Jaworzynce w Beskidzie Śląskim, prowadzona przez Nadleśnictwo Wisła. Od 2002 do 2012 r. wylęgło się w niej 755 piskląt, z czego 554 odchowano. W Beskidzie Śląskim wypuszczono 422 sztuki, w nadleśnictwie Nawojowa i w Ruszowie – 41 sztuk, zaś 40 ptaków wysłano na Litwę, Ukrainę, Słowację i do Czech.

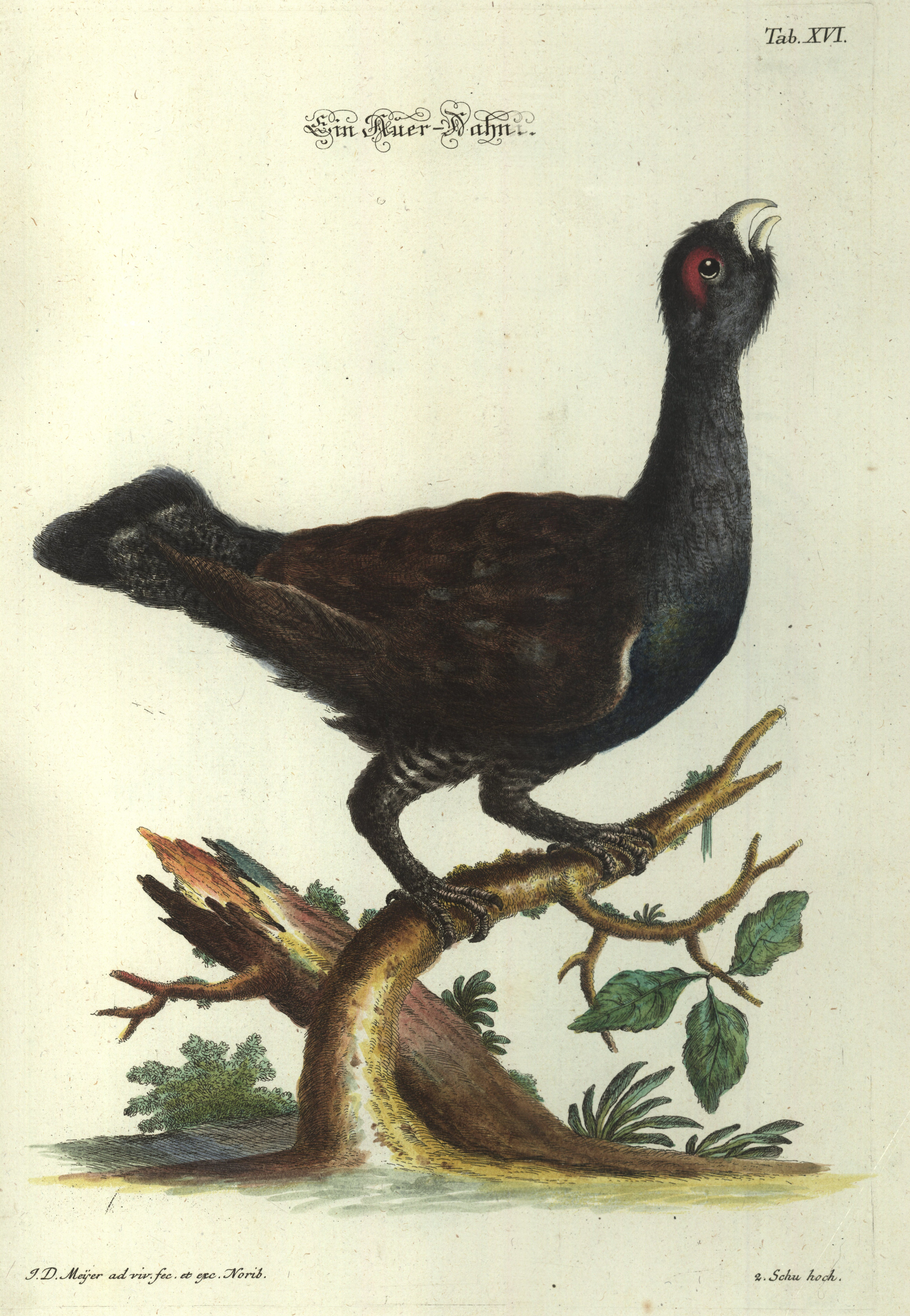
Głuszec, miedzioryt kolorowany (Johann Daniel Meyer, 1748)

Hodowlę na mniejszą skalę prowadzi Park Dzikich Zwierząt w Kadzidłowie. Hodowla wolierowa w Brzózie Królewskiej prowadzona przez Nadleśnictwo Leżajsk i Uniwersytet Przyrodniczy w Lublinie jest obecnie modernizowana. Sukcesem zakończyły się próby wprowadzania tego ptaka na siedliska ich pierwotnego występowania w Beskidzie Śląskim (z hodowli w Nadleśnictwie Wisła): tokowiska pojawiły się na powrót w rejonie Baraniej Góry (2005 r.) oraz Istebnej (2008 r.), ale wciąż jeszcze istnieją problemy z adaptacją wychowanych przez człowieka osobników do warunków naturalnych. Perspektywą może być metoda „Born to be free” (pol. urodzony by być wolnym) zaproponowana przez PDZ Kadzidłowo do reintrodukcji w Borach Dolnośląskich.

## Filatelistyka
Poczta Polska wyemitowała 28 lutego 1970 r. znaczek pocztowy przedstawiający samca głuszca o nominale 8,50 zł, w serii Ptaki łowne. Druk w technice offsetowej na papierze kredowym. Autorem projektu znaczka był Jerzy Desselberger. Znaczek pozostawał w obiegu do 31 grudnia 1994 r.